# New Flame
New Flame è un brano del cantante statunitense Chris Brown, pubblicato come quinto singolo dell'album X il 30 giugno 2014. La canzone vede la partecipazione dei rapper Usher e Rick Ross.
Ai Grammy Awards 2015 New Flame è stata nominata per la migliore performance R&B e per la migliore canzone R&B.

## Classifiche
| Classifica (2014)         | Posizione massima |
| ------------------------- | ----------------- |
| Belgio (urban)            | 35                |
| Francia                   | 158               |
| Germania                  | 8                 |
| Stati Uniti               | 27                |
| Stati Uniti (R&B/hip-hop) | 26                |
| Stati Uniti (rhythmic)    | 1                 |